# 13693 Bondar
13693 Bondar è un asteroide della fascia principale. Scoperto nel 1997, presenta un'orbita caratterizzata da un semiasse maggiore pari a 2,5911885 UA e da un'eccentricità di 0,1847330, inclinata di 1,72548° rispetto all'eclittica.